# Neolophonotus acrophilia
Neolophonotus acrophilia là một loài ruồi trong họ Asilidae. Neolophonotus acrophilia được Londt miêu tả năm 1988. Loài này phân bố ở vùng nhiệt đới châu Phi.